# 1940年アメリカ合衆国大統領選挙
1940年アメリカ合衆国大統領選挙（1940ねんアメリカがっしゅうこくだいとうりょうせんきょ、英:United States presidential election, 1940）は、1940年11月5日に行われたアメリカ合衆国大統領選挙（第39回）。アメリカ合衆国が世界恐慌から浮上し、第二次世界大戦の陰で行われた。
現職大統領で民主党のフランクリン・ルーズベルトはそれまでの慣例を破り3期目に出馬して、それが大きな問題となった。共和党の意外な候補者は、一匹狼の実業家ウェンデル・L・ウィルキーであり、ルーズベルトが不況を終わらせられなかったことや、戦争に対して熱心であることに反対したダークホースだった。ルーズベルトは合衆国の強い孤立主義感情を意識しており、彼が再選されれば外国との戦争は無いと約束した。ウィルキーは精力的な選挙運動を展開し、中西部や北東部での共和党の強さを復活することができた。ルーズベルトは労働組合、大都市の政治マシーン、少数民族有権者、および伝統的に民主党が強いソリッドサウスの支持を確立することで、余裕のある勝利を得た。
その後の1947年にアメリカ合衆国憲法修正第22条が成立したことによって、この選挙はアメリカ史の中でも大統領候補が3期目に選ばれたことでは唯一の事例となった（ルーズベルトはその後4期目も選出されたが、4期目の就任間もなく数ヶ月で死亡した）。

## 候補者の指名

### 民主党の指名
民主党の指名候補者

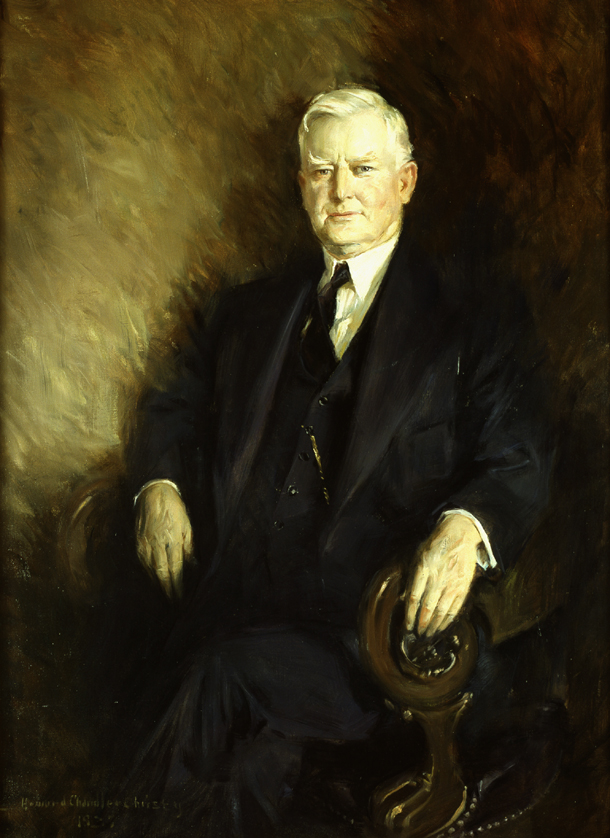
ジョン・N・ガーナー、現職副大統領、テキサス州出身
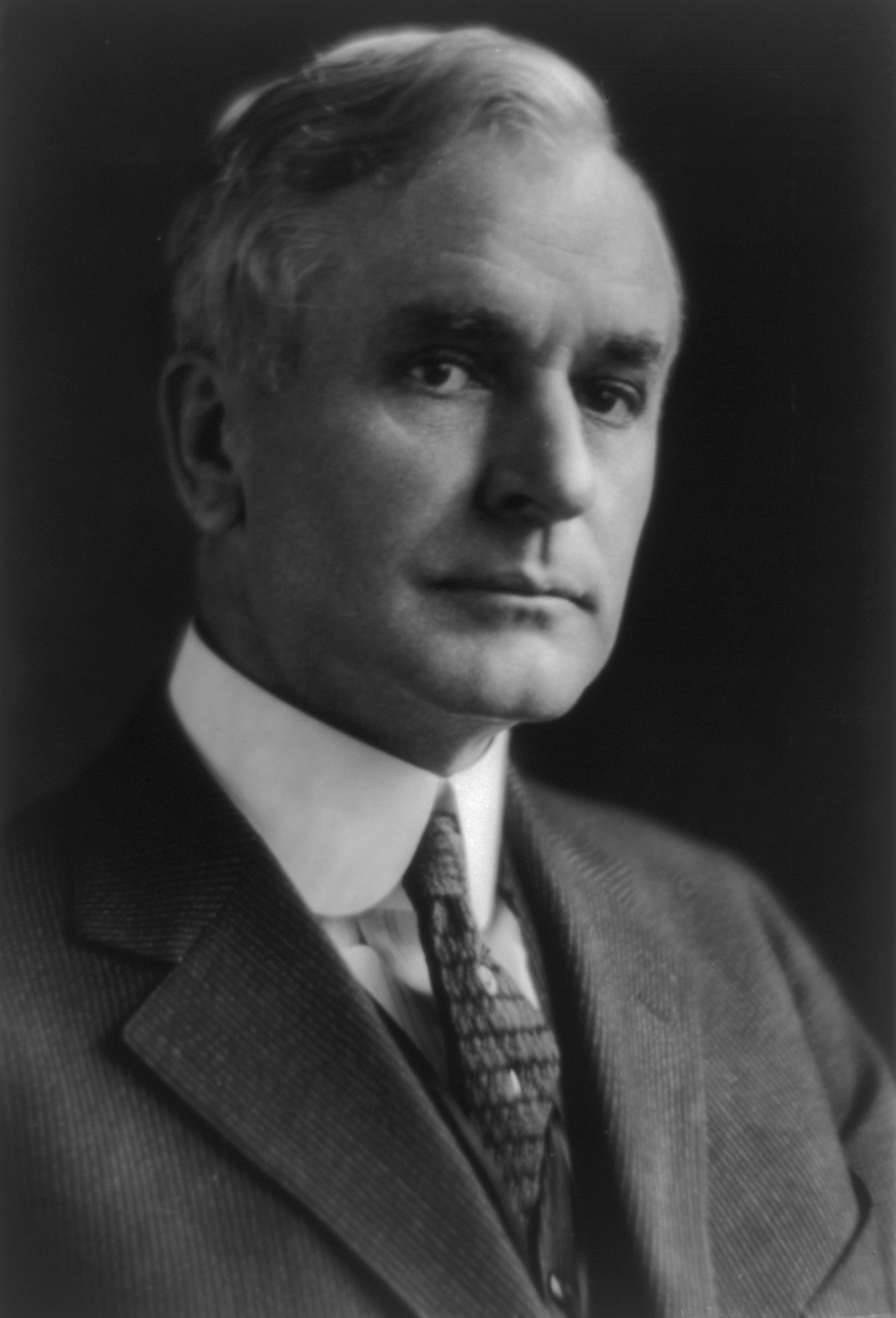
コーデル・ハル、アメリカ合衆国国務長官、テネシー州出身
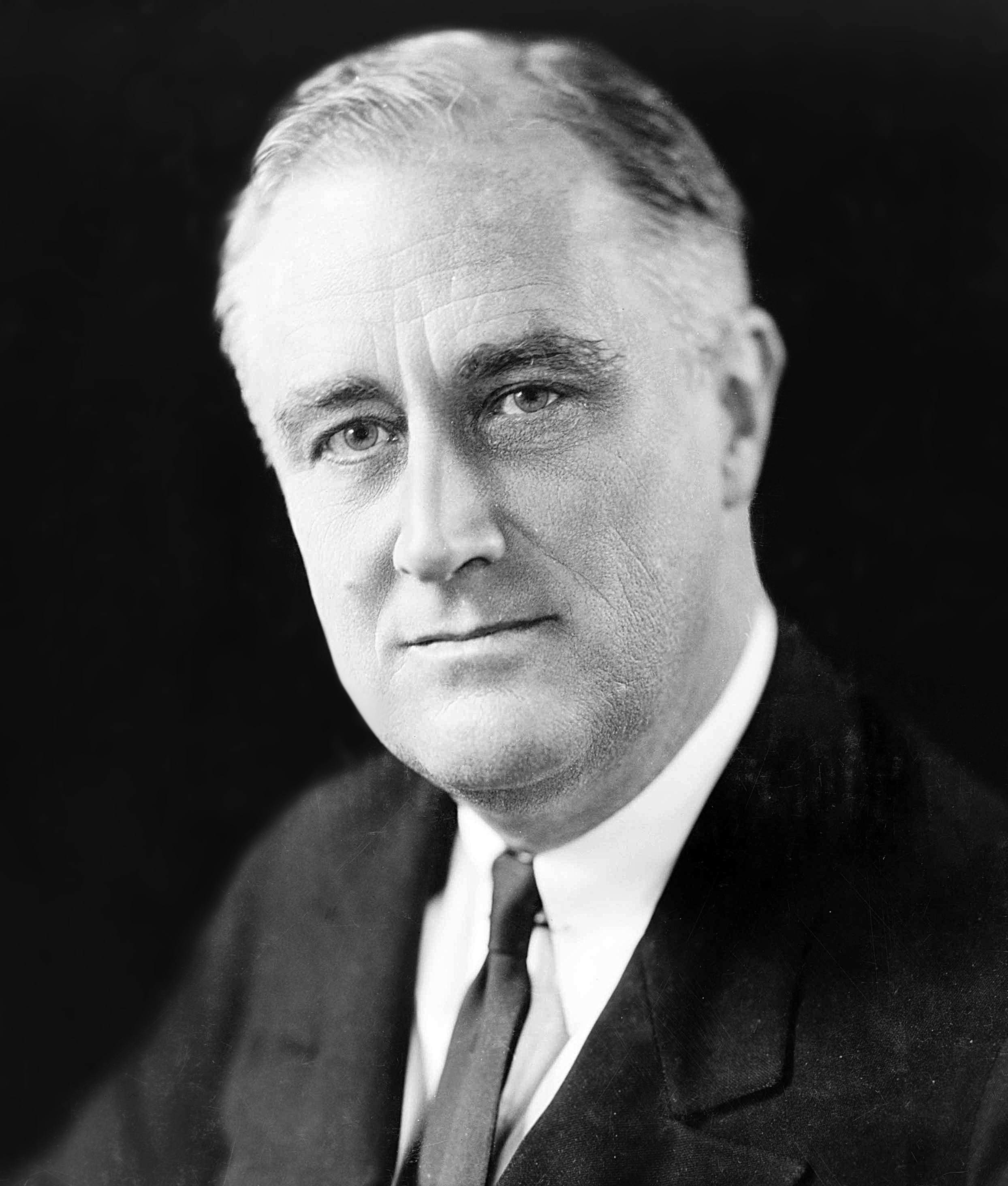
フランクリン・ルーズベルト、現職大統領、ニューヨーク州出身
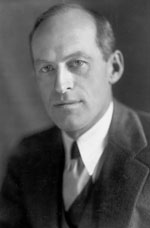
ミラード・E・タイディングス、メリーランド州選出アメリカ合衆国上院議員

- ジェイムズ・ファーリー、アメリカ合衆国郵政長官および民主党大会議長、ニューヨーク州出身

1940年の冬、春および夏を通じて、ルーズベルトが長い伝統を破り前例のない3期目に出馬するかについて多くの憶測が流れた。「2期」という伝統は合衆国憲法で定められていた訳ではなかったが、1796年に3期目出馬を拒否したジョージ・ワシントン大統領によって確立され、どの大統領も3期選ばれた者はいなかった。しかし、ルーズベルトは再び候補者になる意志があるかについては明確な声明を出すことを拒んでおり、ジェイムズ・ファーリーのような大望ある民主党員には、3期目は出馬しないので民主党の指名をもとめればよい、というようなことを示唆すらしていた。しかし、ナチス・ドイツが西ヨーロッパを席捲し、1940年の夏にはイギリスに脅威を与えるに及んで、ルーズベルトは、ナチスの脅威に対して自分だけが国の安全を見ていくために必要な経験と技術を持っていると決心した。またこのアメリカ史上初の試みには、ルーズベルト以外の民主党員では人気のあるウィルキーを破れないと恐れた民主党のボス達にも助けられることとなった。
民主党全国大会では、ルーズベルトがフェアリーやジョン・N・ガーナー副大統領の挑戦を容易に斥けた。ガーナーはテキサス州出身の保守派であり、ルーズベルトの革新的な経済・社会政策のために2期目の途中で造反していた。その結果、ルーズベルトは新しい副大統領候補を選ぶことにした。その内閣で農務長官を務め革新的政策の提唱者であるアイオワ州のヘンリー・A・ウォレスが選ばれた。ウォレスについては、彼が効果的な副大統領候補であるにはあまりに急進的であり、私的生活で「変わり者」だと感じていた党保守派の多くに激しい反対があった。しかし、ルーズベルトがウォレスの指名に固執し、ウォレスはアラバマ州出身の下院議長ウィリアム・バンクヘッドと争った指名投票で、626対325という結果で副大統領候補の指名を得た。
| フランクリン・ルーズベルト  | 946 |
| ジェイムズ・ファーリー      | 72  |
| ジョン・N・ガーナー         | 61  |
| ミラード・E・タイディングス | 9   |
| コーデル・ハル              | 5   |
| --------------------------- | --- |

### 共和党の指名
共和党の指名候補者

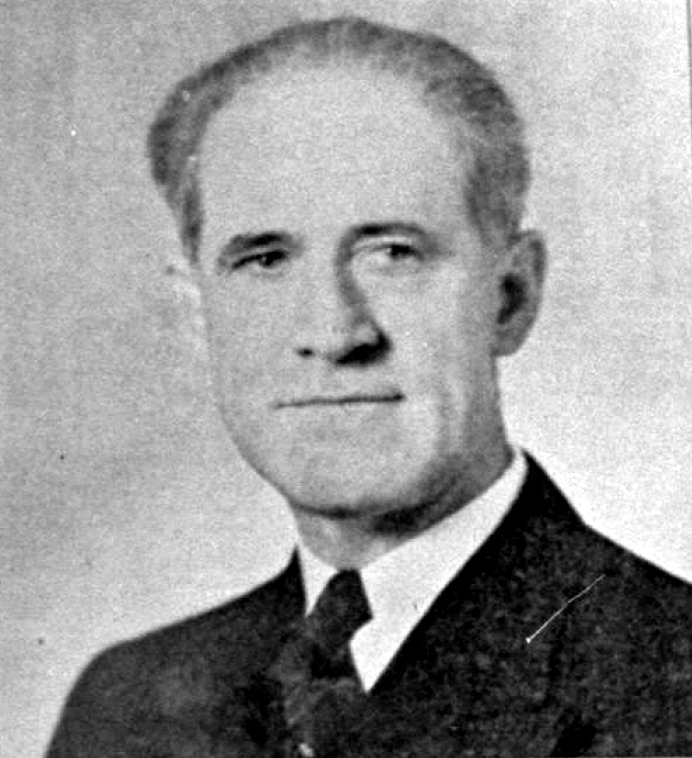
ハーラン・J・ブッシュフィールド、サウスダコタ州知事
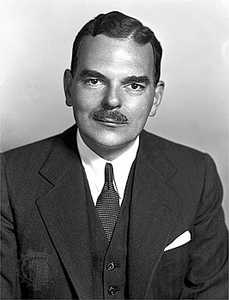
トマス・E・デューイ、マンハッタン地方検事、ニューヨーク州出身
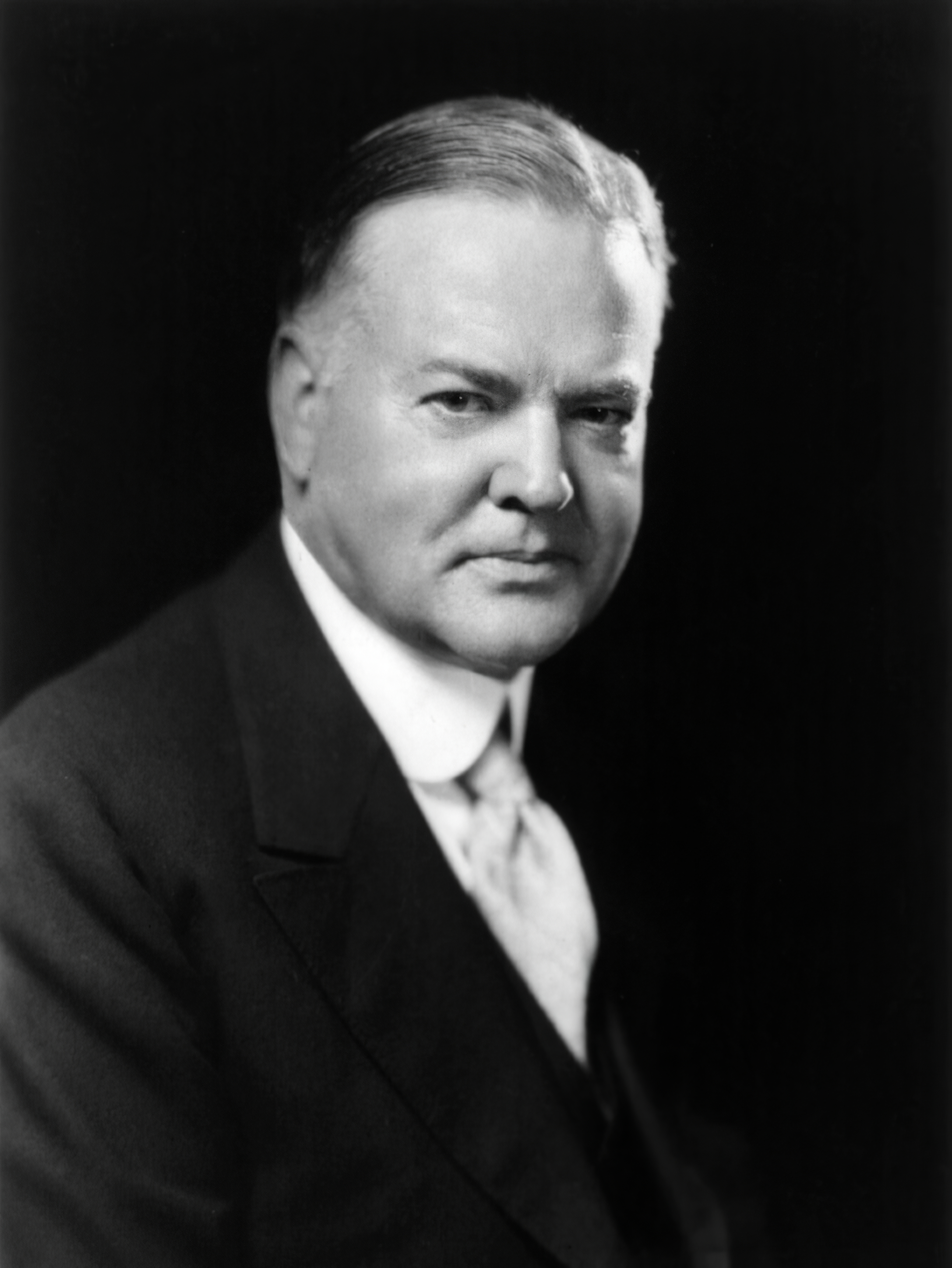
ハーバート・フーヴァー、元大統領、カリフォルニア州出身
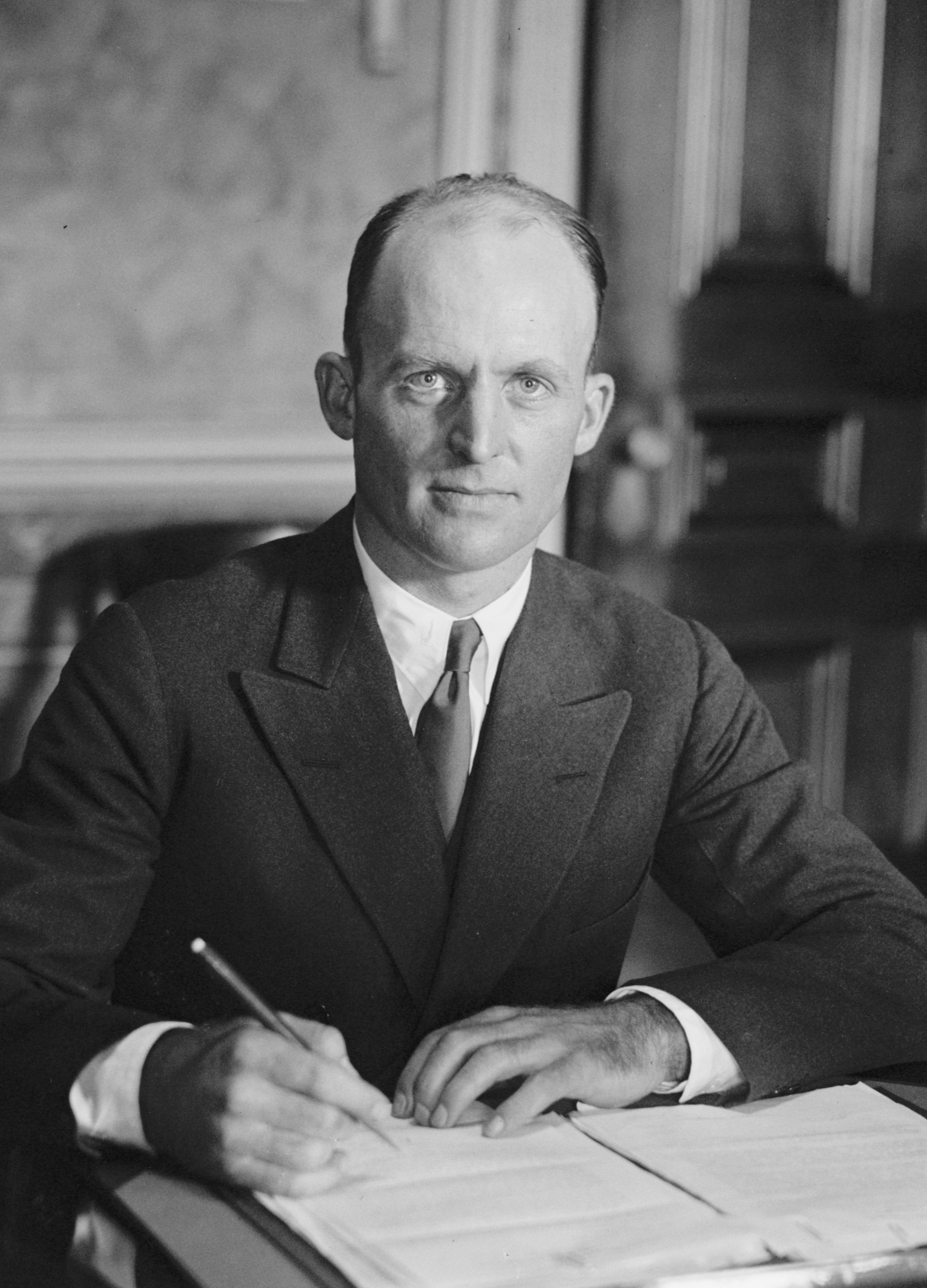
ハンフォード・マクナイダー、元駐カナダ大使、アイオワ州出身
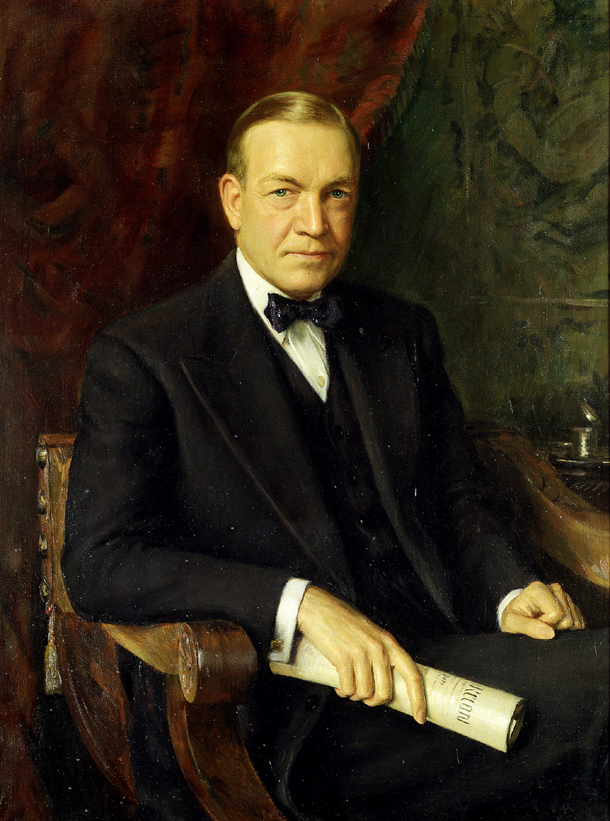
チャールズ・L・マクナリー、上院院内総務、オレゴン州出身
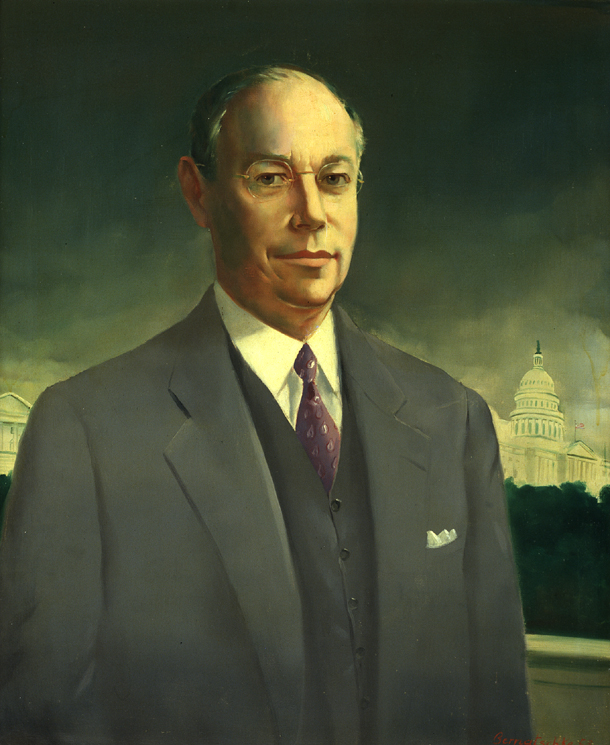
Senator ロバート・タフト、オハイオ州選出アメリカ合衆国上院議員
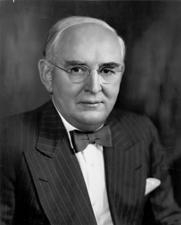
アーサー・ヴァンデンバーグ、ミシガン州選出アメリカ合衆国上院議員
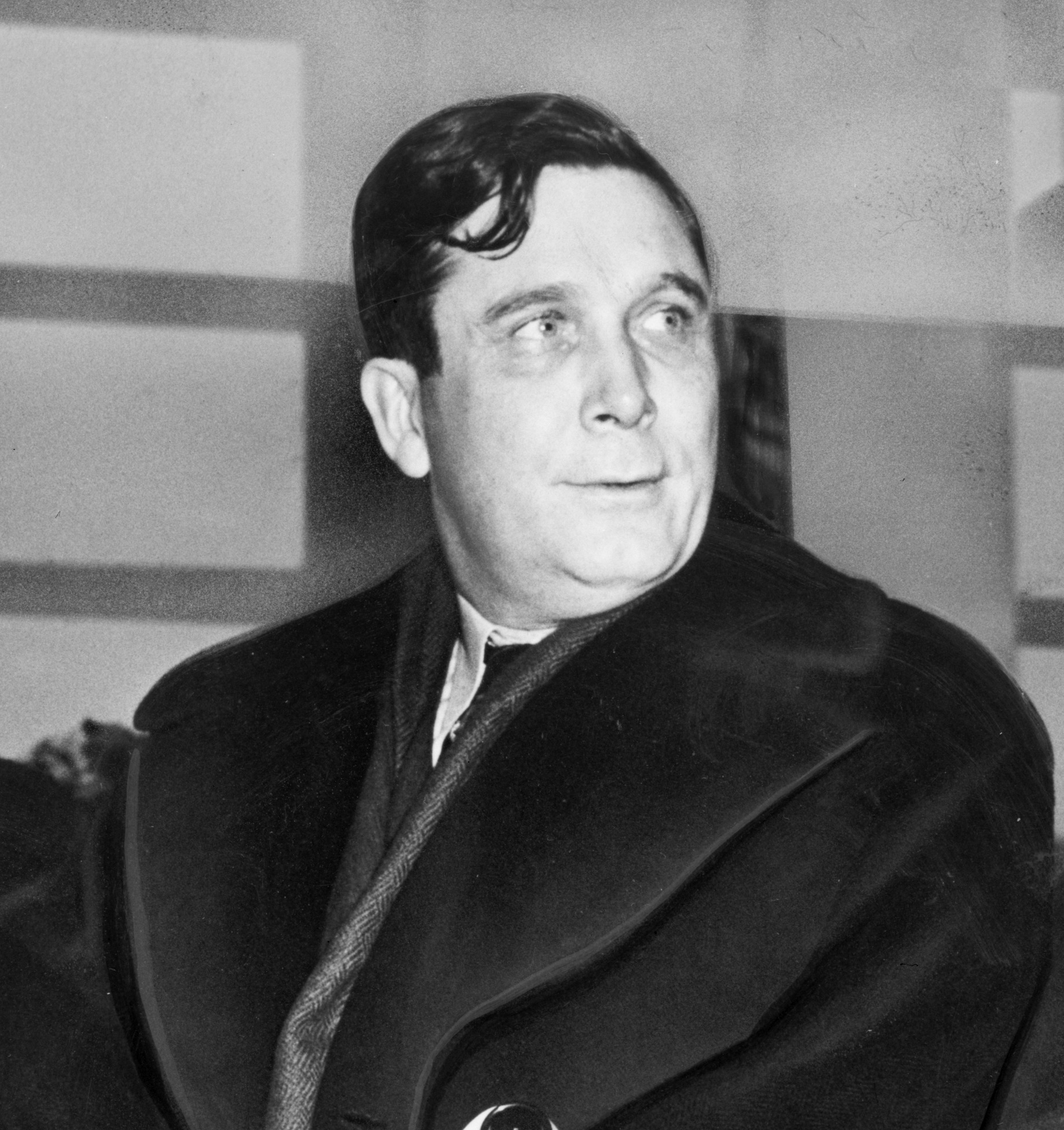
ウェンデル・L・ウィルキー、実業家、ニューヨーク州出身

- スタイルズ・ブリッジズ、ニューハンプシャー州選出アメリカ合衆国上院議員
- アーサー・ジェイムズ、ペンシルベニア州知事

1940年共和党全国大会の開催に向かう月々の間に、共和党はどんな犠牲を払っても戦争の局外に留まりたい党の孤立主義派と、イギリスとその同盟国がドイツの全ヨーロッパ制覇を阻止するために、あらゆる戦争に拠らない援助を与えられる必要があると感じる干渉主義派の間に深い亀裂が発生していた。共和党の指名有力候補3人は、程度の違いはあれ皆孤立主義派だった。その3人とは、オハイオ州のロバート・タフト上院議員、ミシガン州のアーサー・ヴァンデンバーグ上院議員およびニューヨーク州のトマス・E・デューイ地方検事だった。タフトは共和党の保守派指導者であり、孤立主義の翼にあり、その強みは出身地の中西部と南部の一部にあった。ヴァンデンバーグは上院でも年長の共和党員であり、ミシガン州代議員の「お気に入り」で、もしタフトあるいはデューイで行き詰まった場合の妥協の候補者になる可能性があると考えられた。マンハッタン地区検事であるデューイは、多くの悪名高いマフィアの人物、中でもニューヨーク市の組織犯罪ボスとして最も有名なラッキー・ルチアーノを監獄に送り込んだ"ギャングバスター"検事として全国的な名声が上がっていた。3人共に予備選のシーズンに活発な選挙運動を行ったが、党大会が開催される時までに1,000人の代議員のうち300人しか候補者を決めていなかった。さらに、これら候補者のそれぞれに付け込まれる弱みがあった。タフトの率直な孤立主義とヨーロッパ戦争へのアメリカの関与反対は、1940年5月にフランスがナチスに屈し、ドイツがイギリスを脅かしているまさにこの時に、多くの共和党指導者をして、彼では一般選挙に勝てないと思わせた。デューイの相対的若さ（1940年で38歳に過ぎなかった）と外交における経験不足は、ナチス軍が恐ろしい脅威となってくるにつれて、候補者として弱くなっていく要因だった。1940年のヴァンデンバーグもやはり孤立主義派であり（第二次世界大戦の間にその外交姿勢を変えることになった）、その覇気のない気怠い選挙運動は選挙民の注目を掴むことは無かった。このことではダークホース候補者が現れる可能性を残した。
ウェンデル・ウィルキーというウォールストリートに本拠を置く実業家が、それまで公的な役職を求めて選挙に出馬した経験が無かったにも拘わらず、意外な候補者として浮上した。ウィルキーは1932年の民主党大会ではルーズベルトを推す代議員であった元民主党員であり、ありそうもない選択と考えられた。ウィルキーは、ルーズベルトが電力独占を解体しようとしたときに歯切れのいい批判者として初めて大衆の注目を浴びるようになった。ウィルキーは、11の州の消費者に電力を供給するコモンウェルス・アンド・サザン電力会社のCEOだった。1933年、ルーズベルトはテネシー川流域開発公社すなわちTVAを設立し、洪水を抑え、テネシー川流域の貧しい人々に安い電力を供給することを約束した。しかし、国営のTVAがウィルキーのコモンウェルス・アンド・サザンと競合することになり、このことでウィルキーが民間の電力会社と競合するTVAの試みを批判し反対することになった。ウィルキーは政府が民間企業に対して不公平な利点を有しており、民間電力会社との直接競合を避けるべきだと主張した。しかしウィルキーはルーズベルトの社会福祉政策を全て斥けたわけではなく、実際に自由競争の仕組みではそれ以上うまく管理できないと考えるものは支持した。さらに共和党の有力候補者とは異なり、ウィルキーは連合軍、特にイギリスへの援助を強力かつ率直に提唱する者だった。イギリスにあらゆる援助を与えるという「宣戦布告同然」の考え方は、連邦議会における党の孤立主義派指導者に同意できない東海岸の多くの共和党員の支持を得ることになった。ウィルキーの説得力ある議論はこれら共和党員に印象を与え、彼ならば魅力ある大統領候補になると思わせた。「ニューヨーク・ヘラルド・トリビューン」紙のオグデン・リード、スクリップス・ハワード新聞チェーンのロイ・ハワード、「ミネアポリス・スター」紙と「ミネアポリス・トリビューン」紙、さらに「デモイン・レジスター」誌や「ルック」誌の発行者ジョンとガードナーのカウェルズ兄弟のような当時の指導的新聞王の多くが、その新聞や雑誌でウィルキーを支持した。それでもウィルキーは望みの薄い候補者のままだった。5月8日のギャラップ世論調査ではデューイが共和党員の67％の支持を得ており、次にヴァンデンバーグとタフトが来て、ウィルキーは3％に過ぎなかった。
1940年5月にフランス入ったナチス軍の電撃作戦はアメリカ世論を震撼させ、タフトですらカンザス州の聴衆に向かって、ルーズベルトが国際的な危機を国内で社会主義を広めるために利用することを妨げるよう、アメリカは国内問題に集中しなければならないと告げた。デューイとヴァンデンバーグもドイツとの戦争に繋がるイギリスへの如何なる援助にも反対を続けた。それでも、交戦中のイギリスに対する同情は日に日に高まり、このことがウィルキーの立候補に力となった。共和党の党大会が開かれるまで1週間強となった6月半ばまでに、ギャラップ世論調査はウィルキーは支持率17％で2位に上昇し、デューイが支持を落としていることを伝えた。ウィルキーは彼を好む報道の注目で力を得て、そのイギリス寄り発言が多くの代議員の心を捉えた。代議員達がフィラデルフィアに集まるころ、ギャラップはウィルキーが29％まで急上昇し、デューイはさらに5ポイント落として47％となり、タフト、ヴァンデンバーグ、および元大統領のハーバート・フーヴァーはそれぞれ8％、8％、6％でリードされていると報じた。
何十万、恐らくは百万通におよぶウィルキー支持の電報が会場に殺到した。その多くは国中に湧き出た「ウィルキー・クラブ」からだった。何百万もの署名請願書が至るところで回覧された。1940年共和党大会それ自体でも、基調講演者であるミネソタ州知事ハロルド・スタッセンがウィルキーに対する支持を表明し、会場でウィルキーの公式マネジャーになった。何百というウィルキー支持者が党大会会場の上の傍聴席を占めた。ウィルキーの素人的立場とその新鮮な顔が代議員と同様に有権者にも訴えた。代議員達は予備選では選ばれず各州の党指導者によって選ばれており、大衆世論が急速に変化している波を敏感に感じ取っていた。ギャラップも集会が終わるまで報告されなかった世論調査のデータで同じ事を見出していた。ウィルキーは共和党への投票者の中で44％でトップに立ち、衰えていくデューイは29％に過ぎなかった。ウィルキーを支持する聴衆がくりかえし「ウィルキーを臨む」と叫ぶ中で、集会における代議員達の投票が始まった。デューイが最初の投票ではリードしたが、その後は徐々に力を失っていった。投票を重ねるごとにタフトとウィルキーが伸びていき、4回目の投票までにどちらかが指名を獲得することが明らかな情勢になった。ミシガン州、ペンシルベニア州およびニューヨーク州といった大きな州の代議員達がデューイやヴァンデンバーグに見切りを付けてウィルキーに乗り換えたときが重要なポイントとなり、6回目の投票でウィルキーを勝利させた。投票経過は下表の通りだった。
| 大統領候補指名投票の結果（共和党、1940年） | 大統領候補指名投票の結果（共和党、1940年） | 大統領候補指名投票の結果（共和党、1940年） | 大統領候補指名投票の結果（共和党、1940年） | 大統領候補指名投票の結果（共和党、1940年） | 大統領候補指名投票の結果（共和党、1940年） | 大統領候補指名投票の結果（共和党、1940年） | 大統領候補指名投票の結果（共和党、1940年） |
| 投票回                                     | 1                                          | 2                                          | 3                                          | 4                                          | 5                                          | 6 調整前                                   | 6 調整後                                   |
| ウェンデル・L・ウィルキー                  | 105                                        | 171                                        | 259                                        | 306                                        | 429                                        | 655                                        | 998                                        |
| ロバート・タフト                           | 189                                        | 203                                        | 212                                        | 254                                        | 377                                        | 318                                        | --                                         |
| トマス・E・デューイ                        | 360                                        | 338                                        | 315                                        | 250                                        | 57                                         | 11                                         | --                                         |
| アーサー・ヴァンデンバーグ                 | 76                                         | 73                                         | 72                                         | 61                                         | 42                                         | --                                         | --                                         |
| アーサー・ジェイムズ                       | 74                                         | 66                                         | 59                                         | 56                                         | 59                                         | --                                         | --                                         |
| ジョセフ・W・マーティン                    | 44                                         | 26                                         | --                                         | --                                         | --                                         | --                                         | --                                         |
| ハンフォード・マクナイダー                 | 34                                         | 34                                         | 28                                         | 26                                         | 4                                          | --                                         | --                                         |
| フランク・E・ガネット                      | 33                                         | 30                                         | 11                                         | 4                                          | 1                                          | 1                                          | --                                         |
| ハーバート・フーヴァー                     | 17                                         | 21                                         | 32                                         | 31                                         | 20                                         | 10                                         | --                                         |
| スタイルズ・ブリッジズ                     | 28                                         | 9                                          | 1                                          | 1                                          | --                                         | --                                         | --                                         |
| その他 / 白票                              | 40                                         | 29                                         | 11                                         | 11                                         | 11                                         | 5                                          | 2                                          |
| ------------------------------------------ | ------------------------------------------ | ------------------------------------------ | ------------------------------------------ | ------------------------------------------ | ------------------------------------------ | ------------------------------------------ | ------------------------------------------ |

多くの歴史家は、ウィルキーの候補指名が如何なる政治集会の中でも最も劇的な瞬間の一つだったと、今でも見なしている。ウィルキーが誰を副大統領候補に指名するかについてはほとんど考えられていなかったので、ウィルキーは集会の議長でマサチューセッツ州選出の合衆国下院議員、かつ下院の院内総務でもあるジョセフ・W・マーティンに決定を委ね、マーティンはオレゴン州出身で上院の院内総務であるチャールズ・L・マクナリーを提案した。マクナリーは指名投票の終盤で「ウィルキーを止めよ」運動の急先鋒であったという事実にも拘わらず、代議員達はマクナリーを副大統領候補に指名した。
| チャールズ・L・マクナリー | 848 |
| デューイ・ショート        | 108 |
| スタイルズ・ブリッジズ    | 2   |
| ------------------------- | --- |

## 一般選挙

### 秋の選挙運動
ウィルキーは、ルーズベルトが大統領2期という伝統を破ろうとしていることを攻撃し、「もし1人の男が不可欠であるなら、我々の誰も自由ではない」と主張した。過去にルーズベルトを支持した民主党員ですら、ルーズベルトの3期目を認めない者がおり、ウィルキーは彼らの票を獲得できると期待した。ウィルキーは、ルーズベルトのニューディール福祉計画の中で無能や浪費と主張した事柄も批判した。大統領になればルーズベルト政権の計画の大半を引き継ぐが、より効率的に行うと述べた。しかし、多くのアメリカ人はこの時も実業界の指導者が世界恐慌に責任があったと見ており、「大企業」を象徴するウィルキーという事実は多くの労働者階級有権者の心証を悪くした。ウィルキーは怖れを知らぬ選挙運動家だった。共和党が依然として世界恐慌をもたらした責任があると考え、しかもルーズベルトが高い人気を保持している工業地帯もしばしば訪れた。このような地域では、しばしば腐った果物や農産物を投げつけられ、群衆にはやじり倒されたが、それでも平然としていた。ウィルキーは、ルーズベルトがこの国を戦争に対する備えが無いままにしているとも攻撃したが、ルーズベルトはイギリスが切実に必要としている武器や艦船を供給するために軍事契約の拡張や武器貸与計画を打ち立てることで軍事問題を回避した。ウィルキーは続いて鉾先を変え、ルーズベルトが密かに国民を第二次世界大戦に引き込もうとしていると告発した。この告発はルーズベルトの支持者に食い込んだ。ルーズベルトはこれに応えて、後に悔やむことになるのだが、「アメリカの青少年をいかなる外国の戦争にも送り込むことはない」と公約した。11月5日の一般選挙当日、ルーズベルトは2,700万票を獲得して、対するウィルキーは2,200万票となり、選挙人投票においては、ルーズベルトが449対82と大差でウィルキーを破った。ウィルキーは1936年の選挙で共和党候補者アルフレッド・ランドンが獲得した票よりも600万票以上上積みし、中西部の田舎では強く農村票の57％以上を獲得した。一方ルーズベルトはオハイオ州シンシナティを除いて人口40万人以上の大都市全てを制した。

### 結果
| 大統領選の結果                            |                |            |            |              |                                      |              |
| 大統領候補者 出身州                       | 党             | 得票数     | 得票率     | 選挙人得票数 | 副大統領候補者 出身州                | 選挙人得票数 |
| フランクリン・ルーズベルト ニューヨーク州 | 民主党         | 27,313,945 | 54.7%      | 449          | ヘンリー・A・ウォレス アイオワ州     | 449          |
| ウェンデル・L・ウィルキー ニューヨーク州  | 共和党         | 22,347,744 | 44.8%      | 82           | チャールズ・L・マクナリー オレゴン州 | 82           |
| ノーマン・トーマス ニューヨーク州         | アメリカ社会党 | 116,599    | 0.2%       | 0            | メイナード・C・クルーガー イリノイ州 | 0            |
| ロジャー・バブソン マサチューセッツ州     | 禁酒党         | 57,903     | 0.1%       | 0            | エドガー・ムーアマン イリノイ州      | 0            |
| その他                                    | -              | 65,922     | 0.1%       | 0            | -                                    | 0            |
| 合計                                      | 合計           | 49,902,113 | 100%       | 531          | -                                    | 531          |
| 選出必要数                                | 選出必要数     | 選出必要数 | 選出必要数 | 266          | -                                    | 266          |

#### 州ごとの結果
| ルーズベルト/ウォレスが勝利した州 |
| ウィルキー/マクナリーが勝利した州 |

|                      |          | フランクリン・ルーズベルト 民主党 | フランクリン・ルーズベルト 民主党 | フランクリン・ルーズベルト 民主党 | ウェンデル・ウィルキー 共和党 | ウェンデル・ウィルキー 共和党 | ウェンデル・ウィルキー 共和党 | ノーマン・トーマス アメリカ社会党 | ノーマン・トーマス アメリカ社会党 | ノーマン・トーマス アメリカ社会党 | その他  | その他 | その他   | 票差      | 票差   | 州計       | 州計 |
| 州                   | 選挙人数 | #                                 | %                                 | 選挙人数                          | #                             | %                             | 選挙人数                      | #                                 | %                                 | 選挙人数                          | #       | %      | 選挙人数 | #         | %      | #          |      |
| -------------------- | -------- | --------------------------------- | --------------------------------- | --------------------------------- | ----------------------------- | ----------------------------- | ----------------------------- | --------------------------------- | --------------------------------- | --------------------------------- | ------- | ------ | -------- | --------- | ------ | ---------- | ---- |
| アラバマ州           | 11       | 250,726                           | 85.22                             | 11                                | 42,184                        | 14.34                         | -                             | 100                               | 0.03                              | -                                 | 1,209   | 0.41   | -        | 208,542   | 70.88  | 294,219    | AL   |
| アリゾナ州           | 3        | 95,267                            | 63.49                             | 3                                 | 54,030                        | 36.01                         | -                             | -                                 | -                                 | -                                 | 742     | 0.49   | -        | 41,237    | 27.48  | 150,039    | AZ   |
| アーカンソー州       | 9        | 158,622                           | 79.02                             | 9                                 | 42,121                        | 20.98                         | -                             | -                                 | -                                 | -                                 | -       | -      | -        | 116,501   | 58.03  | 200,743    | AR   |
| カリフォルニア州     | 22       | 1,877,618                         | 57.44                             | 22                                | 1,351,419                     | 41.34                         | -                             | 16,506                            | 0.50                              | -                                 | 23,248  | 0.71   | -        | 526,199   | 16.10  | 3,268,791  | CA   |
| コロラド州           | 6        | 265,554                           | 48.37                             | -                                 | 279,576                       | 50.92                         | 6                             | 1,899                             | 0.35                              | -                                 | 1,975   | 0.36   | -        | -14,022   | -2.55  | 549,004    | CO   |
| コネチカット州       | 8        | 417,621                           | 53.44                             | 8                                 | 361,819                       | 46.30                         | -                             | -                                 | -                                 | -                                 | 2,062   | 0.26   | -        | 55,802    | 7.14   | 781,502    | CT   |
| デラウェア州         | 3        | 74,599                            | 54.70                             | 3                                 | 61,440                        | 45.05                         | -                             | 115                               | 0.08                              | -                                 | 220     | 0.16   | -        | 13,159    | 9.65   | 136,374    | DE   |
| フロリダ州           | 7        | 359,334                           | 74.01                             | 7                                 | 126,158                       | 25.99                         | -                             | -                                 | -                                 | -                                 | -       | -      | -        | 233,176   | 48.03  | 485,492    | FL   |
| ジョージア州         | 12       | 265,194                           | 84.85                             | 12                                | 46,360                        | 14.83                         | -                             | -                                 | -                                 | -                                 | 997     | 0.32   | -        | 218,834   | 70.02  | 312,551    | GA   |
| アイダホ州           | 4        | 127,842                           | 54.36                             | 4                                 | 106,553                       | 45.31                         | -                             | 497                               | 0.21                              | -                                 | 276     | 0.12   | -        | 21,289    | 9.05   | 235,168    | ID   |
| イリノイ州           | 29       | 2,149,934                         | 50.97                             | 29                                | 2,047,240                     | 48.54                         | -                             | 10,914                            | 0.26                              | -                                 | 9,847   | 0.23   | -        | 102,694   | 2.43   | 4,217,935  | IL   |
| インディアナ州       | 14       | 874,063                           | 49.03                             | -                                 | 899,466                       | 50.45                         | 14                            | 2,075                             | 0.12                              | -                                 | 7,143   | 0.40   | -        | -25,403   | -1.42  | 1,782,747  | IN   |
| アイオワ州           | 11       | 578,800                           | 47.62                             | -                                 | 632,370                       | 52.03                         | 11                            | -                                 | -                                 | -                                 | 4,260   | 0.35   | -        | -53,570   | -4.41  | 1,215,430  | IA   |
| カンザス州           | 9        | 364,725                           | 42.40                             | -                                 | 489,169                       | 56.86                         | 9                             | 2,347                             | 0.27                              | -                                 | 4,056   | 0.47   | -        | -124,444  | -14.47 | 860,297    | KS   |
| ケンタッキー州       | 11       | 557,222                           | 57.44                             | 11                                | 410,384                       | 42.30                         | -                             | 1,014                             | 0.10                              | -                                 | 1,443   | 0.15   | -        | 146,838   | 15.14  | 970,063    | KY   |
| ルイジアナ州         | 10       | 319,751                           | 85.88                             | 10                                | 52,446                        | 14.09                         | -                             | -                                 | -                                 | -                                 | 108     | 0.03   | -        | 267,305   | 71.80  | 372,305    | LA   |
| メイン州             | 5        | 156,478                           | 48.77                             | -                                 | 163,951                       | 51.10                         | 5                             | -                                 | -                                 | -                                 | 411     | 0.13   | -        | -7,473    | -2.33  | 320,840    | ME   |
| メリーランド州       | 8        | 384,546                           | 58.25                             | 8                                 | 269,534                       | 40.83                         | -                             | 4,093                             | 0.62                              | -                                 | 1,944   | 0.29   | -        | 115,012   | 17.42  | 660,117    | MD   |
| マサチューセッツ州   | 17       | 1,076,522                         | 53.11                             | 17                                | 939,700                       | 46.36                         | -                             | 4,091                             | 0.20                              | -                                 | 6,680   | 0.33   | -        | 136,822   | 6.75   | 2,026,993  | MA   |
| ミシガン州           | 19       | 1,032,991                         | 49.52                             | -                                 | 1,039,917                     | 49.85                         | 19                            | 7,593                             | 0.36                              | -                                 | 5,428   | 0.26   | -        | -6,926    | -0.33  | 2,085,929  | MI   |
| ミネソタ州           | 11       | 644,196                           | 51.49                             | 11                                | 596,274                       | 47.66                         | -                             | 5,454                             | 0.44                              | -                                 | 5,264   | 0.42   | -        | 47,922    | 3.83   | 1,251,188  | MN   |
| ミシシッピ州         | 9        | 168,267                           | 95.70                             | 9                                 | 7,364                         | 4.19                          | -                             | 193                               | 0.11                              | -                                 | -       | -      | -        | 160,903   | 91.51  | 175,824    | MS   |
| ミズーリ州           | 15       | 958,476                           | 52.27                             | 15                                | 871,009                       | 47.50                         | -                             | 2,226                             | 0.12                              | -                                 | 2,018   | 0.11   | -        | 87,467    | 4.77   | 1,833,729  | MO   |
| モンタナ州           | 4        | 145,698                           | 58.78                             | 4                                 | 99,579                        | 40.17                         | -                             | 1,443                             | 0.58                              | -                                 | 1,153   | 0.47   | -        | 46,119    | 18.61  | 247,873    | MT   |
| ネブラスカ州         | 7        | 263,677                           | 42.81                             | -                                 | 352,201                       | 57.19                         | 7                             | -                                 | -                                 | -                                 | -       | -      | -        | -88,524   | -14.37 | 615,878    | NE   |
| ネバダ州             | 3        | 31,945                            | 60.08                             | 3                                 | 21,229                        | 39.92                         | -                             | -                                 | -                                 | -                                 | -       | -      | -        | 10,716    | 20.15  | 53,174     | NV   |
| ニューハンプシャー州 | 4        | 125,292                           | 53.22                             | 4                                 | 110,127                       | 46.78                         | -                             | -                                 | -                                 | -                                 | -       | -      | -        | 15,165    | 6.44   | 235,419    | NH   |
| ニュージャージー州   | 16       | 1,016,404                         | 51.48                             | 16                                | 944,876                       | 47.86                         | -                             | 2,823                             | 0.14                              | -                                 | 10,111  | 0.51   | -        | 71,528    | 3.62   | 1,974,214  | NJ   |
| ニューメキシコ州     | 3        | 103,699                           | 56.59                             | 3                                 | 79,315                        | 43.28                         | -                             | 144                               | 0.08                              | -                                 | 100     | 0.05   | -        | 24,384    | 13.31  | 183,258    | NM   |
| ニューヨーク州       | 47       | 3,251,918                         | 51.60                             | 47                                | 3,027,478                     | 48.04                         | -                             | 18,950                            | 0.30                              | -                                 | 3,250   | 0.05   | -        | 224,440   | 3.56   | 6,301,596  | NY   |
| ノースカロライナ州   | 13       | 609,015                           | 74.03                             | 13                                | 213,633                       | 25.97                         | -                             | -                                 | -                                 | -                                 | -       | -      | -        | 395,382   | 48.06  | 822,648    | NC   |
| ノースダコタ州       | 4        | 124,036                           | 44.18                             | -                                 | 154,590                       | 55.06                         | 4                             | 1,279                             | 0.46                              | -                                 | 870     | 0.31   | -        | -30,554   | -10.88 | 280,775    | ND   |
| オハイオ州           | 26       | 1,733,139                         | 52.20                             | 26                                | 1,586,773                     | 47.80                         | -                             | -                                 | -                                 | -                                 | -       | -      | -        | 146,366   | 4.41   | 3,319,912  | OH   |
| オクラホマ州         | 11       | 474,313                           | 57.41                             | 11                                | 348,872                       | 42.23                         | -                             | -                                 | -                                 | -                                 | 3,027   | 0.37   | -        | 125,441   | 15.18  | 826,212    | OK   |
| オレゴン州           | 5        | 258,415                           | 53.70                             | 5                                 | 219,555                       | 45.62                         | -                             | 398                               | 0.08                              | -                                 | 2,872   | 0.60   | -        | 38,860    | 8.07   | 481,240    | OR   |
| ペンシルベニア州     | 36       | 2,171,035                         | 53.23                             | 36                                | 1,889,848                     | 46.33                         | -                             | 10,967                            | 0.27                              | -                                 | 6,864   | 0.17   | -        | 281,187   | 6.89   | 4,078,714  | PA   |
| ロードアイランド州   | 4        | 182,182                           | 56.73                             | 4                                 | 138,653                       | 43.17                         | -                             | -                                 | -                                 | -                                 | 313     | 0.10   | -        | 43,529    | 13.55  | 321,148    | RI   |
| サウスカロライナ州   | 8        | 95,470                            | 95.63                             | 8                                 | 4,360                         | 4.37                          | -                             | 2                                 | 0.00                              | -                                 | -       | -      | -        | 91,110    | 91.26  | 99,832     | SC   |
| サウスダコタ州       | 4        | 131,362                           | 42.59                             | -                                 | 177,065                       | 57.41                         | 4                             | -                                 | -                                 | -                                 | -       | -      | -        | -45,703   | -14.82 | 308,427    | SD   |
| テネシー州           | 11       | 351,601                           | 67.25                             | 11                                | 169,153                       | 32.35                         | -                             | 463                               | 0.09                              | -                                 | 1,606   | 0.31   | -        | 182,448   | 34.90  | 522,823    | TN   |
| テキサス州           | 23       | 909,974                           | 80.92                             | 23                                | 212,692                       | 18.91                         | -                             | 728                               | 0.06                              | -                                 | 1,137   | 0.10   | -        | 697,282   | 62.01  | 1,124,531  | TX   |
| ユタ州               | 4        | 154,277                           | 62.25                             | 4                                 | 93,151                        | 37.59                         | -                             | 200                               | 0.08                              | -                                 | 191     | 0.08   | -        | 61,126    | 24.67  | 247,819    | UT   |
| バーモント州         | 3        | 64,269                            | 44.92                             | -                                 | 78,371                        | 54.78                         | 3                             | -                                 | -                                 | -                                 | 422     | 0.30   | -        | -14,102   | -9.86  | 143,062    | VT   |
| バージニア州         | 11       | 235,961                           | 68.08                             | 11                                | 109,363                       | 31.55                         | -                             | 282                               | 0.08                              | -                                 | 1,001   | 0.29   | -        | 126,598   | 36.52  | 346,607    | VA   |
| ワシントン州         | 8        | 462,145                           | 58.22                             | 8                                 | 322,123                       | 40.58                         | -                             | 4,586                             | 0.58                              | -                                 | 4,979   | 0.63   | -        | 140,022   | 17.64  | 793,833    | WA   |
| ウェストバージニア州 | 8        | 495,662                           | 57.10                             | 8                                 | 372,414                       | 42.90                         | -                             | -                                 | -                                 | -                                 | -       | -      | -        | 123,248   | 14.20  | 868,076    | WV   |
| ウィスコンシン州     | 12       | 704,821                           | 50.15                             | 12                                | 679,206                       | 48.32                         | -                             | 15,071                            | 1.07                              | -                                 | 6,424   | 0.46   | -        | 25,615    | 1.82   | 1,405,522  | WI   |
| ワイオミング州       | 3        | 59,287                            | 52.82                             | 3                                 | 52,633                        | 46.89                         | -                             | 148                               | 0.13                              | -                                 | 172     | 0.15   | -        | 6,654     | 5.93   | 112,240    | WY   |
| 合計:                | 531      | 27,313,945                        | 54.74                             | 449                               | 22,347,744                    | 44.78                         | 82                            | 116,599                           | 0.23                              | -                                 | 123,825 | 0.25   | -        | 4,966,201 | 9.95   | 49,902,113 | US   |

### 接戦だった州
青字は民主党、赤字は共和党が勝利したことを示す。数字は得票率の差。
得票率差1%未満 (選挙人数19):
1. ミシガン州, 0.33%

得票率差5%未満 (選挙人数192):
1. インディアナ州, 1.42%
2. ウィスコンシン州, 1.82%
3. メイン州, 2.33%
4. イリノイ州, 2.43%
5. コロラド州, 2.55%
6. ニューヨーク州, 3.56%
7. ニュージャージー州, 3.62%
8. ミネソタ州, 3.83%
9. アイオワ州, 4.41%
10. オハイオ州, 4.41%
11. ミズーリ州, 4.77%

得票率差5%以上10%未満 (選挙人数83):
1. ワイオミング州, 5.93%
2. ニューハンプシャー州, 6.44%
3. マサチューセッツ州, 6.75%
4. ペンシルベニア州, 6.89%
5. コネチカット州, 7.14%
6. オレゴン州, 8.07%
7. アイダホ州, 9.05%
8. デラウェア州, 9.65%
9. バーモント州, 9.86%